# René Michlig
René Michlig (ur. 18 stycznia 1980) – lekkoatleta specjalizujący się w rzucie oszczepem, który reprezentuje Liechtenstein.
W 2007 wywalczył złoty medal podczas igrzysk małych państw uzyskując wynik 71,68. W 2008 roku startował w Splicie w zawodach zimowego pucharu Europy w rzutach, gdzie uzyskał wynik 65,55. Rekord życiowy: 71,68 (5 czerwca 2007, Monako). Wynik ten jest aktualnym rekordem Liechtensteinu.